# Mecze reprezentacji Polski w koszykówce kobiet prowadzonej przez Arkadiusza Rusina
Zestawienie meczów reprezentacji Polski w koszykówce kobiet prowadzonej przez Arkadiusza Rusina:

## Oficjalne mecze międzypaństwowe
| Nr  | Przeciwnik       | Miejsce   | Data              | Impreza                                | Wynik (Polska-przeciwnik) | Raport |
| --- | ---------------- | --------- | ----------------- | -------------------------------------- | ------------------------- | ------ |
| 1.  | Białoruś         | Wałbrzych | 11 listopada 2017 | mecz eliminacyjny do mistrzostw Europy | 62:70                     |        |
| 2.  | Turcja           | Ankara    | 15 listopada 2017 | mecz eliminacyjny do mistrzostw Europy | 53:73                     |        |
| 3.  | Estonia          | Tallinn   | 10 lutego 2018    | mecz eliminacyjny do mistrzostw Europy | 87:68                     |        |
| 4.  | Białoruś         | Mińsk     | 14 lutego 2018    | mecz eliminacyjny do mistrzostw Europy | 50:71                     |        |
| 5.  | Irlandia         | Wałbrzych | 2 czerwca 2018    | mecz towarzyski                        | 81:49                     |        |
| 6.  | Irlandia         | Wałbrzych | 3 czerwca 2018    | mecz towarzyski                        | 100:69                    |        |
| 7.  | Portugalia       | Cetniewo  | 19 czerwca 2018   | mecz towarzyski                        | 57:48                     |        |
| 8.  | Portugalia       | Cetniewo  | 20 czerwca 2018   | mecz towarzyski                        | 75:57                     |        |
| 9.  | Chiny            | Chiny     | lipiec 2018       | turniej towarzyski                     | 52:67                     |        |
| 10. | Jun'an           | Chiny     | lipiec 2018       | turniej towarzyski                     | 94:58                     |        |
| 11. | Korea Południowa | Chiny     | lipiec 2018       | turniej towarzyski                     | 73:69                     |        |
| 12. | Chiny            | Chiny     | lipiec 2018       | turniej towarzyski                     | 53:59                     |        |
| 13. | Guangdong        | Chiny     | lipiec 2018       | turniej towarzyski                     | 69:74                     |        |
| 14. | Korea Południowa | Chiny     | lipiec 2018       | turniej towarzyski                     | 68:56                     |        |
| 15. | Turcja           | Bydgoszcz | 17 listopada 2018 | mecz eliminacyjny do mistrzostw Europy | 49:68                     |        |
| 16. | Estonia          | Bydgoszcz | 21 listopada 2018 | mecz eliminacyjny do mistrzostw Europy | 82:51                     |        |

## Bilans meczów
|                 | zwycięstwa | porażki |
| ogółem          | 9          | 7       |
| dom             | 5          | 2       |
| wyjazd          | 2          | 5       |
| neutralny teren | 2          | 0       |

|                 | zdobyte | stracone |
| ogółem          | 1105    | 1007     |
| dom             | 506     | 412      |
| wyjazd          | 458     | 470      |
| neutralny teren | 141     | 125      |